# رفت و ماند فلورسانس
رفت و ماند فلورسانس (به انگلیسی: Fluorescence intermittency)، یا چشمک زدن، پدیده کلیدزنی تصادفی بین حالت‌های روشن (روشنا) و خاموش (تاریک) از گسیل‌گر (به انگلیسی: emitter) تحت برانگیزش (به انگلیسی: excitation) مداوم آن است. این یک ویژگی مشترک گسیل‌گرهای نانومقیاس (فلوئورسازه‌های مولکولی، نقاط کوانتومی کلوئیدی) است که به هماوردی (به انگلیسی: competition) بین مسیرهای آرامشی تابنده و ناتابنده مربوط می‌شود. ویژگی خاص چنین چشمک‌زدنی در بیشتر موارد، آمار توزیع توانی (برخلاف نمایی) توزیع‌های زمانی روشن و خاموش است، به این معنی که اندازه‌گیری شدت میانگین‌زمانی یک تک گسیل‌گر در آزمایش‌های مختلف تکرارپذیر نیست و دلالت بر دینامیک پیچیده فرایند درگیر است. به عبارت دیگر، در یک آزمایش، گسیل‌گر می‌تواند مکرراً چشمک بزند، درحالی‌که در آزمایش دیگر ممکن است تقریباً در تمام طول آزمایش (حتی برای زمان‌های اندازه‌گیری بسیار طولانی) روشن (یا خاموش) بماند.
برای نانوبلورهای هسته-پوسته CdSe-ZnS، «به‌دام‌اندازی بار» نظریه غالبی است که سینتیک چشمک‌زدن مشاهده‌شده توزیع‌توانی را توضیح می‌دهد. به‌دام‌اندازی حامل بار، انتقال حامل بار از حالت الکترونیکی ناجایگزیده (به انگلیسی: delocalized) نانوبلور به حالت جایگزیده (به انگلیسی: localized) را توصیف می‌کند.